# 三越伊勢丹ニッコウトラベル
株式会社三越伊勢丹ニッコウトラベルは、日本の旅行会社で、本社は東京都中央区にある。三越伊勢丹ホールディングスのグループ会社。
シニア向けの海外・国内のパッケージ旅行の企画・販売・実施を行っており、顧客の8割は60歳以上。
ヨーロッパ河川のクルーズ客船の「セレナーデ号」、日本国内バスの「プレミアムクルーザー」、「グランドクルーザー」を所有。

## 沿革
- 2019年 - 設立（三越伊勢丹旅行とニッコウトラベルが統合）[1]